# Paolo Ferrario (sottotenente)
Paolo Ferrario (Vanzago, 20 agosto 1883 – Forte Campomolon, 19 maggio 1916) è stato un militare italiano, sottotenente del Genio, insignito di medaglia d'oro al valor militare.

## Biografia
Ingegnere, venne riformato al servizio di leva. Nel 1915, con il grado di sottotenente, venne destinato al 2º reggimento zappatori dell'Arma del genio. Nel luglio 1915 fu assegnato alla 35ª divisione fanteria, attiva sul fronte italiano presso l'altopiano di Tonezza sotto il comando del generale Felice De Chaurand.
Nel maggio 1916, durante la Frühjahrsoffensive, appreso che diversi reparti del Genio attivi fra il monte Coston e Costa d'Agra a est di passo Coe erano rimasti a secco di munizioni, si offrì volontario per portare rifornimenti. Nei giorni seguenti fu protagonista di numerose azioni e combattimenti. Il 19 maggio 1916 venne incaricato di far saltare il forte Campomolon, ma durante l'operazione rimase gravemente ferito da alcuni grossi massi esplosi durante le operazioni. Perì nel corso del trasporto al posto di medicazione. Per questo eroico gesto gli venne assegnata la medaglia d'oro nel 1921.

## Onorificenze
Una lapide così lo ricorda presso Forte Campomolon: "Ingegnere valente e soldato entusiasta / sommo nell'ardimento / primo nei maggiori rischi / affrontò eroico la morte / per assicurare / alle nostre truppe la salvezza / all'Italia la vittoria".